# Cajonos Zapotec (jezik)
Cajonos Zapotec jezik (južni villa alta zapotec, zapoteco de san pedro cajonos; ISO 639-3: zad), jezik velike porodice otomang, zapotečke porodice, kojim govori 5 000 Zapotec Indijanaca u gradovima San Pedro Cajonos, San Francisco Cajonos, San Mateo Cajonos, San Miguel Cajonos, San Pablo Yaganiza i Xagacía u meksičkoj državi Oaxaca.
Ima nekoliko dijalekata: cajonos zapotec, yaganiza, xagacía zapotec i san mateo zapotec. Uči se u bilingualnim školama. Pismo: latiinica.

## Vanjske poveznice
- Ethnologue (14th)
- Ethnologue (15th)